# 恩厄尔霍尔姆

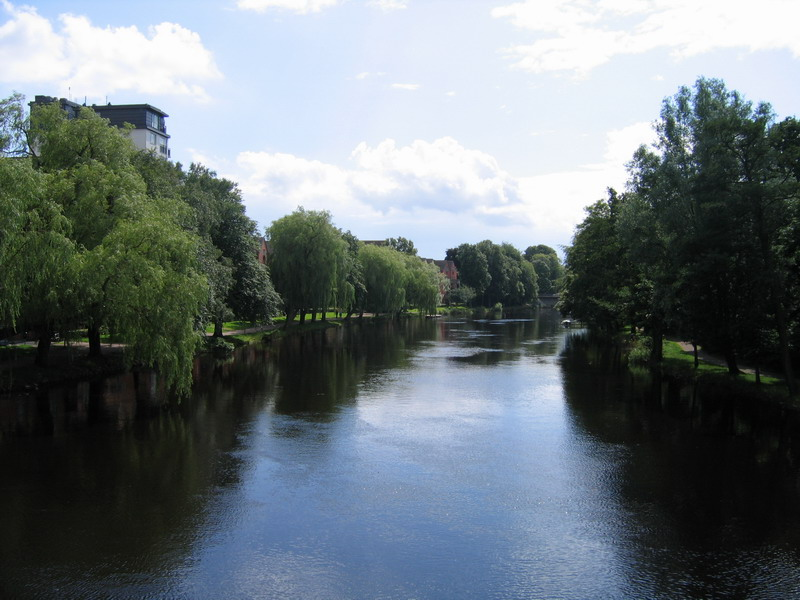
伦讷河穿过恩厄尔霍尔姆

恩厄尔霍尔姆是瑞典南部斯科讷省的一个城市，2005年人口为22,532人。科尼賽克跑車公司（Koenigsegg Automotive AB）的總部位於此。
恩厄尔霍尔姆是一个旅游胜地，长达6公里的海滩吸引人们前来度假。伦讷河起源于灵湖，穿恩厄尔霍尔姆而过，流入卡特加特海峡。